# Mühle der Senffabrik Leman
Die Mühle der Senffabrik Leman, Alexanderweg 75 in Eystrup, in der niedersächsischen Samtgemeinde Grafschaft Hoya, stammt vom Anfang des 20. Jahrhunderts.
Die Gebäude der Fabrik werden saniert und sollen museal genutzt werden.
Das Gebäude steht unter Denkmalschutz (siehe auch Liste der Baudenkmale in Eystrup).

## Beschreibung und Geschichte
Das dreigeschossige verputzte differenzierte Gebäude mit Sockel und Walmdächern in Falzziegeldeckung wurde 1902 gebaut. Die Ostfassade erhielt eine vertikale Lisenengliederung. Die vertikalen Fensterbänder blieben erhalten.

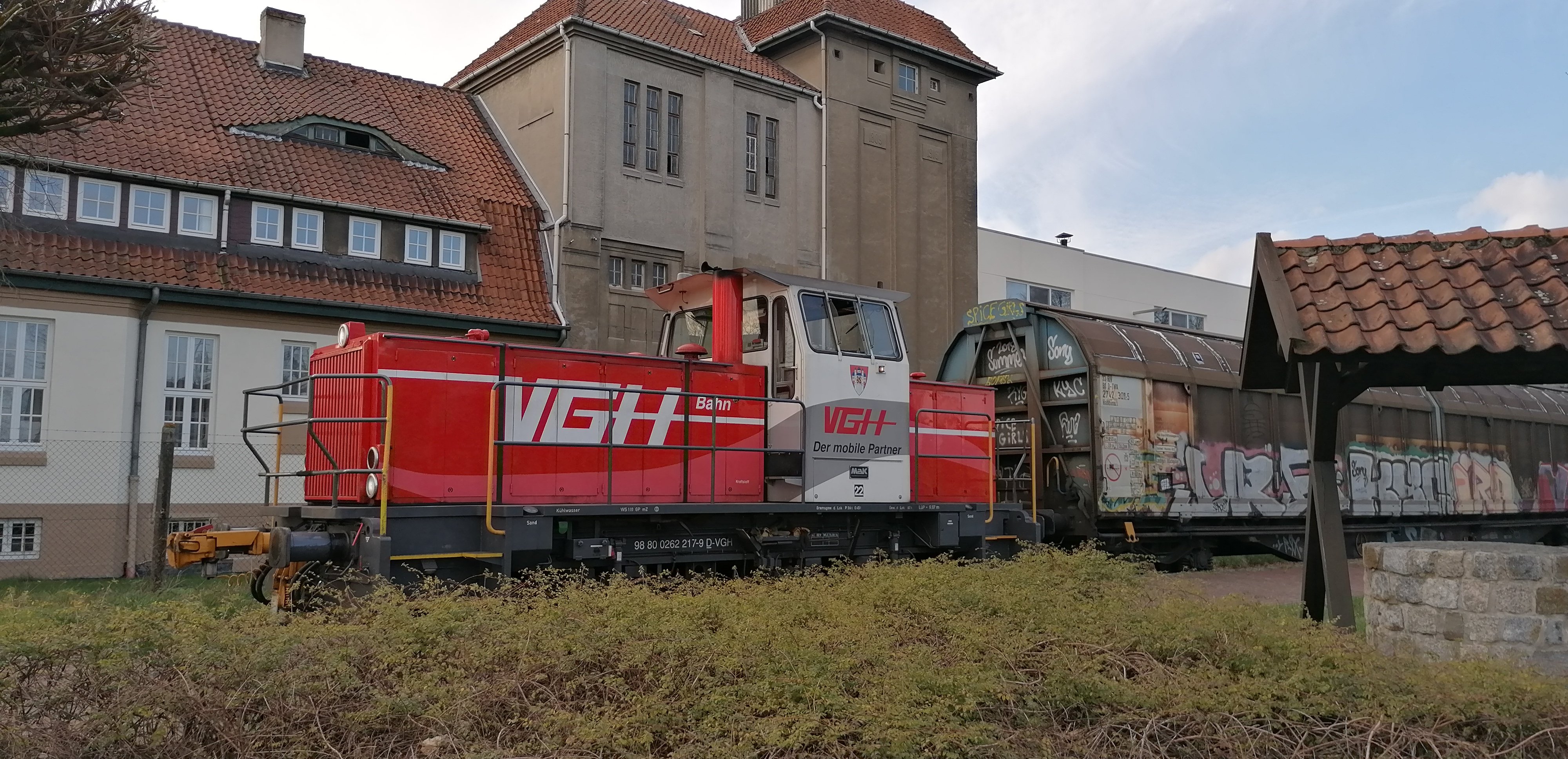
Mühle, davor die Diesellok 22

Innen waren früher Holzbalkendecken, die in Teilbereichen durch Profilstahlträger ersetzt wurden. Die Maschinenausstattung für die Ölmühle ist vollständig erhalten, so auch Reste der ehemaligen Hafermühle. Im Erdgeschoss stehen drei Ölpressen der Firma Krupp-Gruson Magdeburg, ein Doppelwalzenstuhl (Brecher) und ein Fünfwalzenstuhl.
Im ersten Obergeschoss befinden sich die Transmission und die Galerie über den Pressen zu deren Beschickung. Im zweiten Obergeschoss stehen der MIAG-Beth-Filterschrank, zwei Waagen und der Elt-Motor.
Das Gebäude steht in der linken Reihe der zwei langgestreckten Bauzeilen der Fabrikanlage.
Das danebenstehende 6-Zellen-Silo von 1916 in Beton mit Mansarddach in Hohlpfannendeckung ist als Teil der Mühle errichtet worden. In der Fassade der Gleisseite finden sich zwei Datierungstafeln mit „1809“ und „1916“.
Das Niedersächsische Landesamt für Denkmalpflege befand: „… geschichtliche Bedeutung … als moderner Industriebau der 1910er Jahre mit zeittypischen Gestaltmerkmalen … .“
Die Essig- & Senffabrik Ph. Leman wurde 1809 gegründet. 1873 wurde ein neuer Standort (Zur Zwillingslinde 2) für die industrielle Fertigung errichtet. Mit dem heutigen Standort am Bahnhof kam 1914 auch ein Gleisanschluss. Am Ort entstanden dazu das Verwaltungsgebäude, das Fabrikgebäude (1914/15), die Werkstatt, das Kesselhaus (1910), das Maschinenhaus (1910/11) und das Silo (1916) sowie das Fachwerkwohnhaus der Familie (1919). Seit 1904 wurde auch Essig produziert. Leman ist (2023) die letzte bestehende Essig- und Senffabrik in Niedersachsen.
2011 gründete sich die Interessengemeinschaft Industriedenkmal Senffabrik Leman, um die historische Dampfmaschine wieder in Betrieb zu nehmen und der Öffentlichkeit zugänglich zu machen.
In einer Bildergalerie des Heimatvereins wird das Gebäude gezeigt.